# Juan José Tenorio González
Juan José Tenorio González, conegut com a Juanjo Tenorio, (Balaguer, 23 de juny de 1971) és un exfutbolista català.
Juanjo Tenorio es formà a les categories inferiors del CF Balaguer. Durant aquests anys va jugar amb la selecció catalana juvenil. Fitxà per l'CA Osasuna el 1992, jugant amb el segon equip a Segona Divisió B i arribant a jugar un partit amb el primer equip a una eliminatòria de Copa del Rei davant el Getafe CF. Posteriorment jugà a l'FC Andorra i breument al UE Tàrrega on romangué cedit sis mesos. Posteriorment retornà al Balaguer, on ha jugat més de 15 temporades, esdevenint figura emblemàtica del club. Guanyà la Copa Catalunya l'any 2001.
Juanjo Tenorio és llicenciat en Educació Física i ha estat regidor d'esports de l'ajuntament de Balaguer, a més de coordinador de totes les categories del CF Balaguer.

## Palmarès
- 1 Copa Catalunya (2000-01)